# 諾頓魅影系統
諾頓魅影系統（Norton Ghost），英文名Ghost為General Hardware Oriented System Transfer（通用硬體導向系統轉移）的縮寫，是一個硬碟備份程序，由Binary Research公司于1996年编写，后来在1998年6月24日被赛门铁克公司收购，副檔名為gho；但賽門鐵克於2003年9月23日收購PowerQuest公司，所以副檔名改為v2i。該軟體能夠完整而快速地複製備份、還原整個硬碟或單一分割區。2013年4月30日，Norton Ghost停产，不再销售。
最新版本號是：15.0.1.36526。

## 功能簡介
1. 冷影像（用可開機光碟存取並備份電腦，不需要開启作業系統，例如：Microsoft Windows）
2. 支援Blu-ray藍光光碟檔案與資料夾備份
3. 支援Windows 7 Bitlocker
4. 整合Symantec ThreatCon
5. 较为先进的壓縮與加密技術
6. 增量備份
7. 以事件為基礎的備份
8. 現場與外部備份
9. 完整系統（磁碟影像）備份與還原

2013年4月30日起，賽門鐵克將停止銷售諾頓克隆精靈，但是，電話、電子郵件和知識庫仍繼續提供支持服務，直至2014年6月30日。賽門鐵克建議所有Ghost用戶可以轉移使用Symantec System Recovery（使用跟Ghost相同備份引擎的後續版本，可視為Ghost（Ghost 16）的後續版本）